# Otlukbeli, Demirözü
Otlukbeli là một xã thuộc huyện Demirözü, tỉnh Bayburt, Thổ Nhĩ Kỳ. Dân số thời điểm năm 2010 là 58 người.